# Ellen Petri

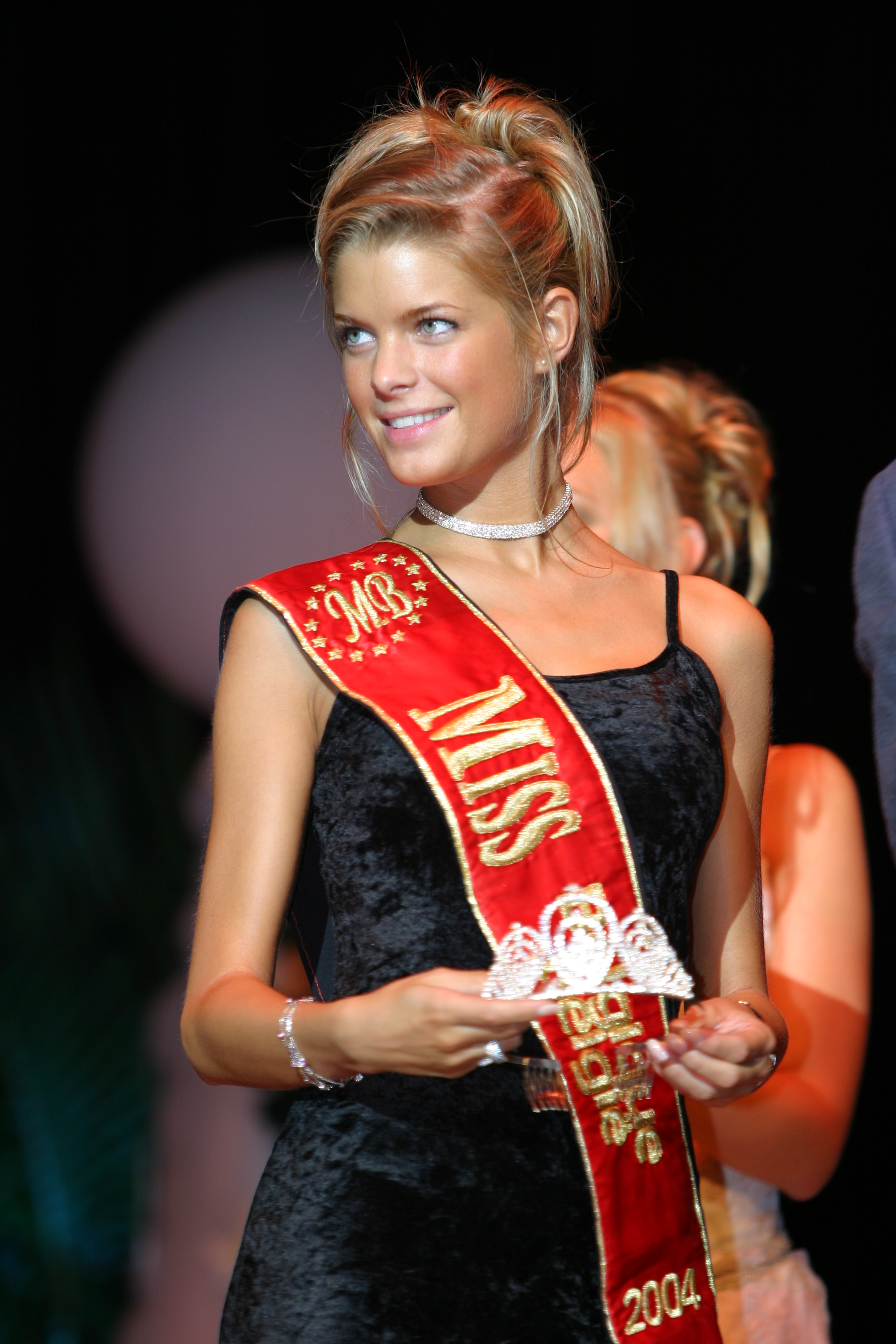
Ellen Petri

Ellen Petri (Merksem, 1982) is een Vlaams fotomodel, presentatrice en actrice en was Miss België in 2004.
Op zondag 12 december 2003 werd zij in Charleroi tot Miss België 2004 gekroond. Sinds haar verkiezing tot Miss België is ze een veelgevraagd fotomodel en verschijnt ze geregeld in verschillende bladen zoals Ché, P-Magazine, Menzo en Maxim.
Petri nam tevens deel aan de 54ste Miss World-verkiezing en won er twee prijzen: de “Top Fashion Designer Award” voor haar jurk, een creatie van couturier Nicky Vankets, en ook de "Miss Cyber Press Award" als meest fotogenieke deelneemster. 
In 2006 speelde ze haar eerste gastrolletje in het tweede seizoen van de serie Spoorloos verdwenen, als de vriendin van rechercheur Kevin De Jong. Datzelfde jaar zorgde ze voor wat controverse door mee te werken aan een fotoreportage voor het mannenblad P-Magazine, waarbij ze poseerde in lingerie in een biechtstoel van de kapel van Salve Mater in Lovenjoel (bij Bierbeek). Eind 2006 speelde Petri de belezen beauty in De show van het jaar. Elke aflevering las ze een citaat voor uit een boek geschreven door een praatgast.
In juni 2007 begint Petri te werken als presentatrice bij Belgacom TV. Ze presenteert er wekelijks het filmmagazine van de digitale zender. Tevens is zij het gezicht van Belgacom TV. Haar presentatieopdrachten worden dan ook nog uitgebreid en ze is te zien in zo goed als alle BelgacomTv specials.
In 2009 studeerde Petri af met grote onderscheiding als erkend vastgoedmakelaar. Die studies combineerde ze met haar andere professionele activiteiten. Ook in 2009 had ze een gastrol, deze keer in de populaire serie Witse als Estelle Vroman. In 2010 was Petri het uithangbord van de nieuwe Miss Wellness verkiezing, en dook ze alweer op, op televisie. Dit keer in de nieuwe fictiereeks Dubbelleven.
In het najaar 2012 speelt ze een bijrol in de serie Deadline 14/10. In 2015 was ze onder meer te zien in De Bunker Als Marie Crombez. In de voetbalserie Spitsbroers vertolkte ze de rol van Miss België Caro Van Winckel.
In 2017 speelde zijn de rol van Marthe in de webserie Loft Lars.
- Gemeinsame Normdatei: 1165890984
- Virtual International Authority File: 1260153596621551900004